# Brett Burvill
Brett Burvill es un deportista australiano que compite en vela en la clase Tornado. Ganó seis medallas en el Campeonato Mundial de Tornado entre los años 2011 y 2019.

## Palmarés internacional
| \| Campeonato Mundial \| Campeonato Mundial \| Campeonato Mundial \| Campeonato Mundial \| \| Año \| Lugar \| Medalla \| Clase \| \| ------------------ \| ------------------------- \| ------------------ \| ------------------ \| \| 2011 \| Ipsach (Suiza) \| Medalla de bronce \| Tornado \| \| 2013 \| Santa Eulalia (España) \| Medalla de bronce \| Tornado \| \| 2014 \| Perth (Australia) \| Medalla de plata \| Tornado \| \| 2016 \| Lindau (Alemania) \| Medalla de bronce \| Tornado \| \| 2018 \| La Grande-Motte (Francia) \| Medalla de plata \| Tornado \| \| 2019 \| Takapuna (Nueva Zelanda) \| Medalla de oro \| Tornado \| |                           |                   |         |
| Campeonato Mundial |                           |                   |         |
| Año | Lugar                     | Medalla           | Clase   |
| 2011 | Ipsach (Suiza)            | Medalla de bronce | Tornado |
| 2013 | Santa Eulalia (España)    | Medalla de bronce | Tornado |
| 2014 | Perth (Australia)         | Medalla de plata  | Tornado |
| 2016 | Lindau (Alemania)         | Medalla de bronce | Tornado |
| 2018 | La Grande-Motte (Francia) | Medalla de plata  | Tornado |
| 2019 | Takapuna (Nueva Zelanda)  | Medalla de oro    | Tornado |